# 1941 Wild
1941 Wild је астероид чија средња удаљеност од Сунца износи 3,973 астрономских јединица (АЈ).
Апсолутна магнитуда астероида је 11,5.